# Gynoplistia (Gynoplistia) obscurivena
Gynoplistia (Gynoplistia) obscurivena is een tweevleugelige uit de familie steltmuggen (Limoniidae). De soort komt voor in het Australaziatisch gebied.